# O czym mówię, kiedy mówię o bieganiu
O czym mówię, kiedy mówię o bieganiu (jap. 走ることについて語るときに僕の語ること Hashiru koto-ni tsuite kataru toki-ni boku-no kataru koto) – pamiętnik japońskiego pisarza Harukiego Murakamiego, w którym opisuje zainteresowanie biegami długodystansowymi. Murakami od lat osiemdziesiątych przebiegł ponad dwadzieścia maratonów, ultramaraton, a także startował w triatlonie.
W książce Murakami opisuje swoje treningi, ale także to, jak bieganie wpłynęło na niego jako pisarza. Stara się porównać i znaleźć wspólne elementy w tych dwóch ulubionych przez siebie dziedzinach.
Tytuł nawiązuje do zbioru opowiadań Raymonda Carvera O czym mówimy, kiedy mówimy o miłości?. Jest to pierwsza wydana w Polsce pozycja Murakamiego niebędąca fikcją.